# Guglhupfa
Guglhupfa war eine Musikkabarettgruppe aus München. Sie wurde vom Komponisten Andreas Lechner zusammen mit dem Musiker Rudi Zapf und Heinrich Zapf gegründet. Ab 1980 kam Karl Well dazu, als der dritte Bruder der Zapfs aufhörte und war dann fast zehn Jahre dabei.  

## Geschichte
Die Texte und die Musik für die Gruppe schrieb Lechner. Alle Mitglieder spielten mehrere Instrumente. Zwischen 1978 und 1990 trat die Gruppe bundesweit auf, unter anderen mit Dieter Hildebrandt und Otto Grünmandl. Auch im deutschen Fernsehen war die Gruppe mit ihren kritischen Liedern zu sehen, unter anderem in der 1. Folge der Kabarettsendung Mitternachtsspitzen. Vom bayerischen Ministerpräsidenten Franz Josef Strauß wurde die Gruppe wegen des sogenannten Nesselwang-Liedes verklagt, in dem Strauß durch eine Anspielung auf seine frühere Mitgliedschaft im Nationalsozialistischen Kraftfahrkorps in Zusammenhang mit dem Treffen eines Kameradschaftsverbands der ehemaligen Waffen-SS gebracht wurde. Die Klage wurde jedoch zunächst wegen Kunstfreiheit abgewiesen und später zurückgezogen. Die Guglhupfa wurden daraufhin von Dagobert Lindlau in die Polit-Talkshow 3 nach 9 (1986) eingeladen. 
In der Münchner Abendzeitung wurde die Gruppe von der Kabarettkritikerin Sigrid Hardt folgendermaßen beschrieben:
„Im handfesten Dialekt und sicherer, traditioneller Intonation pflegt Guglhupfa eine der besten Seiten der bayerischen Volksmusiktradition. Kritik an den Entscheidungen der Oberen, an politischer Borniertheit und den üblen Tricks, mit denen Volksvertreter diejenigen ausschmieren, die sie wählten, ergießt sich in ätzenden Liedern über die Angesprochenen.“ 
Der Komponist Hans Werner Henze holte die Guglhupfa 1988 zur 1. Münchener Biennale für neues Musiktheater, wo das Bauern-Requiem Der letzte Milkaner, ein Singspiel über den Untergang des Bauernstandes, aufgeführt wurde. Der Spiegel-Redakteur Klaus Umbach schrieb:
„Dann legen ... nämlich die „Guglhupfa“ los, eine Zusammenrottung von fünf einschlägig verdächtigen Volksmusikanten, mit Hackbrett und Akkordeon, mit Teufelsgeige und Karfreitagsratsche, ...ansteht die Uraufführung eines „Bauern-Requiems“, verfasst und vertont von Andreas Franz Josef Lechner, 29, der bei den „Guglhupfa“ den Ton angibt. Diesem Typ ist nichts heilig, nicht mal die weißblauen Klangfarben seiner Heimat....“
1990 lösten die „Guglhupfa“ sich nach einem Auftritt in Kiew auf. 
Am 23. Juni 2015  gab es anlässlich des 40-jährigen Bestehens der Gaststätte Fraunhofer in München ein Guglhupfa Revival-Konzert. Das Rottacher Label „Nasswetter Music Group“ brachte zu diesem Termin ein digitales Album ihrer beiden LPs Tohuwabohu und Gegrüßet seiest Du München heraus. 
Anlässlich der Buchtaufe von Andreas Lechners Debütroman Heimatgold,  der im Münchner Volk Verlag erschien, trat die Gruppe am 5. Mai 2019 nochmals zusammen auf. 

## Diskografie
Alben 
- 1984 – Tohuwabohu (Trikont)
- 1987 – Gegrüßet seiest Du München (Trikont)

## Auszeichnungen
- 1987: Ludwig-Thoma-Medaille
- 1988: Österreichischer Kleinkunstpreis